# San Andrés Semetabaj
San Andrés Semetabaj är en ort i departementet Sololá i Guatemala., som ligger 1.997 meter över havet och antalet invånare är 2.605.
Ortens årliga festival hålls för aposteln Andreas under de sista fem dagarna i november.